# Ultima GTR
Pour les articles homonymes, voir GTR.
L'Ultima GTR est une automobile supersportive ou supercar fabriquée par Ultima Sports Ltd basée à Hinckley dans le Leicestershire en Angleterre. Elle est disponible à la vente à la fois en kit et en voiture prête à rouler. Elle est également disponible en version cabriolet sous le nom de Ultima Can-Am.

## Châssis et trains roulants
L'Ultima GTR utilise une suspension à double triangulation et des ressorts hélicoïdaux ajustables. La direction est à crémaillère, et offre 2,4 tours de butée à butée. Les roues de 18 pouces accueillent des pneus Goodyear Eagle F1 (235/45 ZR18 à l'avant, 335/30 ZR18 à l'arrière). Le freinage est assuré par des disques ventilés de 318 mm commandés par des étriers à quatre pistons. Le poids de la voiture (avec le V8 Chevrolet) est de 990 kg.

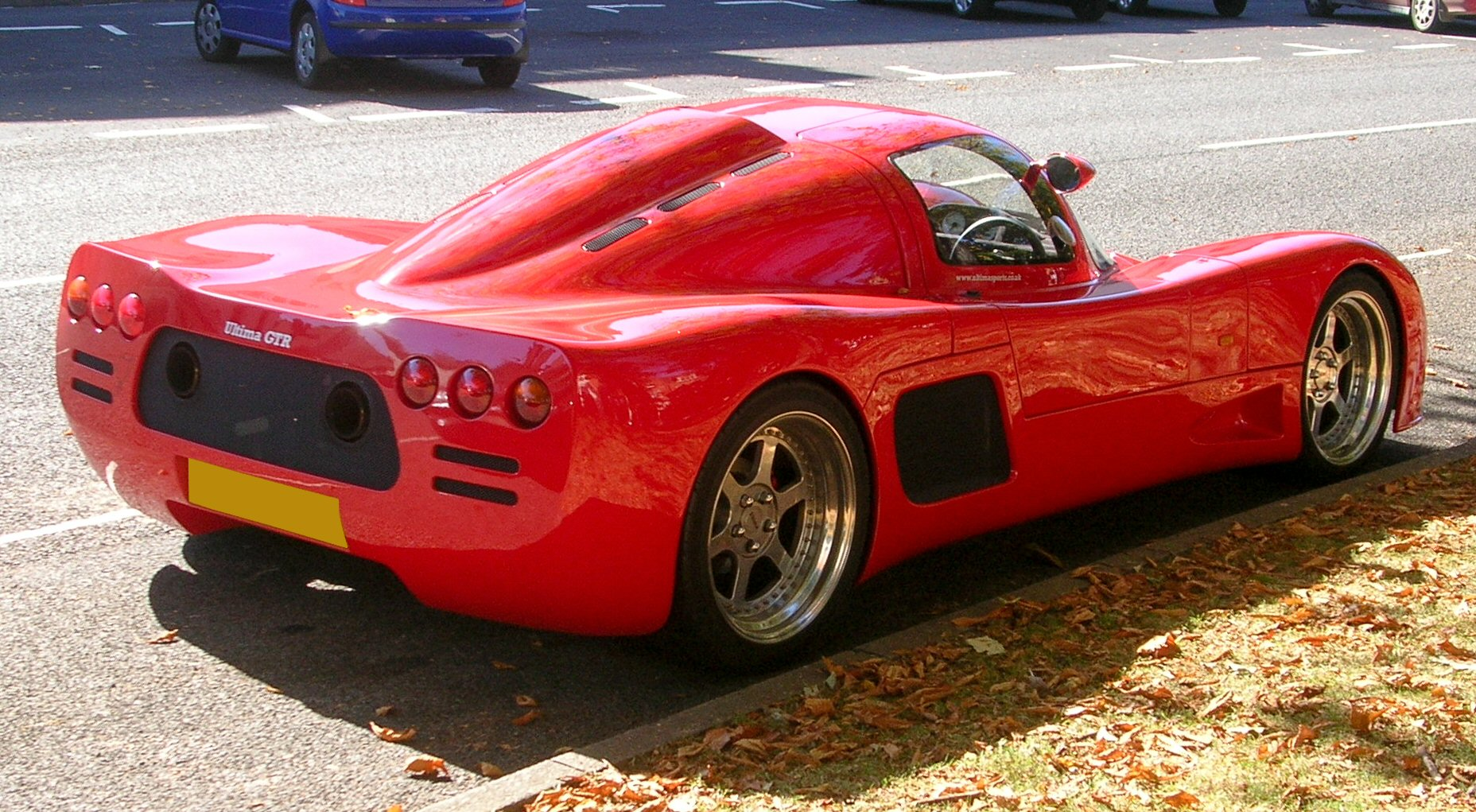
Vue arrière.

## Moteur
L'Ultima GTR possède un V8 emprunté à Chevrolet, basé sur le moteur 5,7 L de la Corvette. Sa cylindrée a été portée à 6,3 L. La puissance est de 534 ch, et le couple de 716 N m. Le moteur utilise une injection électronique multipoint et possède 16 soupapes. Il est monté en position centrale arrière, et est secondé par une transmission Porsche G50 à cinq vitesses. Pour les versions en kit, le choix des moteurs et des transmissions est libre, la limite de puissance étant de 1 000 ch.
Il existe une version 640 avec un V8 revu par American Speed, qui atteint 640 ch à 6 500 tr/min, et 759 N m à 5 000 tr/min. Sur la version 720, la puissance passe à 720 ch, celle-ci est cependant réservée à un usage sur piste.

## Performances
L'Ultima GTR 640 possédait le record du 0-160-0 km/h, en 9,4 secondes. La voiture passe de 0 à 100 km/h en 2,8 s, atteint 160 km/h en 5,3 s, et abat le 400 mètres départ arrêté en 9,9 secondes. L'accélération latérale mesurée sur un cercle de 200 pieds est de 1,176 g.